# Єгорята-Мішата
Єгоря́та-Міша́та (рос. Егорята-Мишата, марій. Егорята-Мишата) — присілок у складі Новотор'яльського району Марій Ел, Росія. Входить до складу Пектубаєвського сільського поселення.
В радянські часи існувало окремо два населених пункти — Єгорята та Мішата.

## Населення
Населення — 11 осіб (2010; 6 у 2002).
Національний склад (станом на 2002 рік):
- росіяни — 67 %
- марійці — 33 %